# Sessa
Pour les articles homonymes, voir Sessa (homonymie).
Sessa est une ancienne commune et une localité de la commune de Tresa, située dans le district tessinois de Lugano, en Suisse.
Le 18 avril 2021, elle fusionne avec Croglio, Monteggio et Ponte Tresa pour former la commune de Tresa,.

## Histoire
(janvier 2022).
Le village est d'un grand intérêt, avec des rues étroites et ses maisons compactes dans l'alignement.
La forteresse, qui en 1240 appartenait à des arimans Lombards, dépendants de l'empereur Fréderic Ier de Hohenstaufen, dit Frédéric Barberousse, y compris les membres de la famille des capitanei de Sessa, était dans le groupe du milieu des maisons adjacentes à l'ancienne chapelle de Sainte-Ursule.
On suppose que les « de Sessa », se sont installés sur ces collines, car elles étaient à l'époque un endroit stratégique. En fait, ces lieux ont été pendant des siècles la principale voie pour le trafic entre le Nord et le Sud, passages de toutes les invasions, qui est devenue la route qui reliait les deux parties du Saint-Empire romain germanique. Des anciens documents montrent que le domaine des "de Sessa" couvrait un vaste territoire.
La famille des capitanei « de Sessa », qui s'appelait à l'époque « De Sexa », était une famille noble d'origine germanique, qui a reçu ce fief vers l'an 900, avec le titre de Capitanei, par Bérenger Ier de Frioul, roi d'Italie (888-924) et empereur des Romains (915-924).
Avec l'avènement de l'empereur Frédéric Barberousse, les « De Sexa » s'allièrent à la puissance impériale germanique et furent réconfirmés dans l'investiture. Ils sont devenus les vassaux des Hohenstaufen, et reçurent le château de Sessa surplombant la rivière Tresa.
Dans les luttes entre Milan et Côme, les de Sessa s'allièrent avec Luino et Valtravaglia en faveur de Milan. Mais en 1240 la ville de Côme avec l'aide de Frédéric II du Saint-Empire, qui revendiquait le « castrum nostrum Sesse » et qui état désireux de le conserver « ad honorem et fidelitatem nostram et imperii nomen » prit le dessus. Depuis lors, « la castellanza » commença à se tourner vers Lugano et le destin politique fut scellé jusqu'à aujourd'hui.
Après une série de seigneuries et de duchés, en 1516 ce territoire (Ticinallo, Sessa, Monteggio et Malcantone) qui avait appartenu à la famille de Sessa a été donné par le roi François Ier de France aux confédérés suisses par le Traité de Fribourg. Les Suisses ensuite donnèrent l'ordre de démanteler tous les châteaux de la Valtravaglia, dont notamment le château de Sessa.

## Personnalités liées à la commune
- Claudia Sessa, compositrice de la renaissance.
- Ignazio Cassis, 117e conseiller fédéral suisse.